# Contraction tensorielle
 (avril 2021).
Si vous disposez d'ouvrages ou d'articles de référence ou si vous connaissez des sites web de qualité traitant du thème abordé ici, merci de compléter l'article en donnant les références utiles à sa vérifiabilité et en les liant à la section « Notes et références ».
En algèbre multilinéaire, la contraction est un procédé de calcul sur les tenseurs faisant intervenir la dualité. En coordonnées elle se représente de façon très simple en utilisant les notations d'Einstein et consiste à faire une somme sur un indice muet. Il est possible de contracter un tenseur unique de rang p en un tenseur de rang p-2, par exemple en calculant la trace d'une matrice. Il est possible également de contracter deux tenseurs, ce qui généralise la notion de produit matriciel.

## Contraction pour un couple de tenseurs
L'exemple le plus simple de contraction est le crochet de dualité. Si E est un espace vectoriel sur {\displaystyle \mathbb {R} } (ou n'importe quel corps K) et si E* est l'espace dual, alors la contraction est l'application bilinéaire
{\displaystyle \langle \cdot \,,\cdot \rangle \colon E^{*}\times E\rightarrow \mathbb {R} }
donnée par
{\displaystyle \langle {\tilde {a}},{\vec {b}}\rangle ={\tilde {a}}({\vec {b}})}.
En composantes, une telle contraction s'écrit
{\displaystyle {\tilde {a}}({\vec {b}})=a_{\gamma }b^{\gamma }}
ce qui, selon les conventions de sommation d'Einstein, est un raccourci pour la somme
{\displaystyle a_{\gamma }b^{\gamma }=\sum _{i=1}^{n}a_{i}b^{i}}
dont le résultat est un scalaire.
La forme bilinéaire {\displaystyle \langle \cdot \,,\cdot \rangle } est appelée le tenseur de Kronecker et est noté {\displaystyle \delta \in T_{1}^{1}(E)}, où {\displaystyle T_{1}^{1}(E)} est l'espace des tenseurs mixtes (une fois covariant et une fois contravariant). Ainsi {\displaystyle \delta ({\tilde {a}},{\vec {b}})={\tilde {a}}({\vec {b}})}. Dans une base {\displaystyle \left({\vec {e_{i}}}\right)_{i=1,...,n}} de base duale {\displaystyle (e^{i})_{i=1,...,n}} (voir Vecteur contravariant, covariant et covecteur), la matrice de {\displaystyle \delta } est la matrice identité {\displaystyle I=[\delta _{j}^{i}]} où les {\displaystyle \delta _{j}^{i}} sont les symboles de Kronecker : {\displaystyle \delta _{i}^{i}=1} et {\displaystyle \delta _{j}^{i}=0} si {\displaystyle i\neq j}. Autrement dit {\displaystyle \delta =\sum _{i=1}^{n}{\vec {e}}_{i}\otimes e^{i}}. Et on retrouve bien {\displaystyle \delta ({\tilde {a}},{\vec {b}})=\sum _{i=1}^{n}{\vec {e}}_{i}({\tilde {a}})e^{i}({\vec {b}})=\sum _{i=1}^{n}a_{i}b^{i}}. L'introduction du tenseur de Kronecker suffit à assurer le caractère intrinsèque de la contraction.

### Généralisation: contraction d'un tenseur
Pour un simple produit tensoriel {\displaystyle S=x_{1}\otimes \dots \otimes x_{m}\otimes y^{1}\otimes \dots \otimes y^{n}\in E^{\otimes m}\otimes E^{*\;\otimes n}} d'ordre (m, n), c'est-dire de m vecteurs avec n formes linéaires, on peut contracter n'importe quel vecteur avec n'importe quelle forme linéaire :
{\displaystyle [S]_{j}^{i}=y^{j}(x_{i})\;x_{1}\otimes \dots \otimes x_{i-1}\otimes x_{i+1}\otimes \dots \otimes x_{m}\otimes y^{1}\otimes \dots \otimes y^{j-1}\otimes y^{j+1}\otimes \dots \otimes y^{n}}
En composantes, si {\displaystyle y^{j}\equiv {\tilde {y}}^{j}=y_{\gamma }^{j}{\tilde {e}}^{\gamma }} et {\displaystyle x_{i}\equiv {\vec {x}}_{i}=x_{i}^{\gamma }{\vec {e}}_{\gamma }}, cette contraction s'écrit :
{\displaystyle [S]_{j}^{i}=y_{\gamma }^{j}x_{i}^{\gamma }\;x_{1}\otimes \dots \otimes x_{i-1}\otimes x_{i+1}\otimes \dots \otimes x_{m}\otimes y^{1}\otimes \dots \otimes y^{j-1}\otimes y^{j+1}\otimes \dots \otimes y^{n}}
et donne un tenseur d'ordre {\displaystyle (m-1,n-1)}.
Cette définition est compatible avec les règles de calcul du produit tensoriel et s'étend par linéarité à un tenseur T quelconque (combinaison linéaire finie de produits tensoriels simples comme S).
Le calcul pratique en composantes s'exécute en donnant les mêmes valeurs aux deux indices à contracter puis en sommant, tout en gardant les autres indices libres. Par exemple pour un tenseur (2,2) dans un espace de dimension 4, une des contractions est, avec la Convention de sommation d'Einstein :
{\displaystyle T_{\gamma \beta }^{\alpha \beta }=T_{\gamma 0}^{\alpha 0}+T_{\gamma 1}^{\alpha 1}+T_{\gamma 2}^{\alpha 2}+T_{\gamma 3}^{\alpha 3}=U_{\gamma }^{\alpha }}

### Contraction d'un couple de tenseurs
Une contraction d'un tenseur T avec le tenseur T' est une contraction de leur produit tensoriel {\displaystyle T\otimes T',} faisant intervenir un indice de T et un indice de T′ .
Ainsi les matrices peuvent être vues comme des tenseurs de type (1,1). Le produit P de deux matrices M et N est une contraction
{\displaystyle M_{\beta }^{\alpha }N_{\gamma }^{\beta }=P_{\gamma }^{\alpha }}.

## Contraction avec un tenseur métrique
La contraction avec un tenseur métrique permet d'étendre les propriétés de dualité. Le résultat, appelé transformation contraco, permet de « monter ou descendre » les indices, c'est-à-dire de transformer des composantes covariantes en composantes contravariantes ou inversement. Il est possible, ensuite, d'effectuer de nouvelles contractions.
Par exemple en géométrie riemannienne, cette possibilité est utilisée pour définir le tenseur de Ricci et la courbure scalaire à partir du tenseur de courbure.